# Брукс (Џорџија)
Брукс (Џорџија) (енгл. Brooks) град је у америчкој савезној држави Џорџија. По попису становништва из 2010. у њему је живело 524 становника.

## Демографија
Према попису становништва из 2010. у граду је живело 524 становника, што је 29 (5,2%) становника мање него 2000. године.
| Група             | 2000.       | 2010.       |
| Белци             | 539 (97,5%) | 493 (94,1%) |
| Афроамериканци    | 2 (0,4%)    | 3 (0,6%)    |
| Азијати           | 7 (1,3%)    | 3 (0,6%)    |
| Хиспаноамериканци | 3 (0,5%)    | 20 (3,8%)   |
| Укупно            | 553         | 524         |